# Модульный гелиевый реактор
Газовая турбина, модульный гелиевый реактор (ГТ-МГР, GT-MHR) — российско-американский проект по созданию АЭС на базе высокотемпературного газоохлаждаемого реактора с гелиевым теплоносителем, работающим в прямом газотурбинном цикле. Английское название «Gas Turbine — Modular Helium Reactor (GT-MHR)». Создание двух реакторов такого типа наряду с реакторами на быстрых нейтронах БН-600 и БН-800 включено в российско-американскую программу утилизации оружейного плутония, не являющегося необходимым для целей обороны. Проект финансируется на паритетных началах Росатомом (РФ) и Департаментом энергетики и NNSA (США).
В проекте участвуют ОКБМ Африкантова, РНЦ КИ, ВНИИНМ, General Atomics (США), Framatome (Франция), Fuji Electric (Япония).

## Цели проекта
Цели проекта ГТ-МГР:
- Создание установки, отвечающей требованиям к технологиям XXI века в отношении безопасности, конкурентоспособности и минимизации воздействия на окружающую среду.
- Ввод в эксплуатацию первого блока ГТ-МГР не позднее 2023 г. с минимизацией НИОКР путём использования накопленного мирового опыта по технологии ВТГР.
- Использование первого и нескольких последующих блоков для выжигания избыточного оружейного плутония[2].
- Создание базы для последующего коммерческого применения данной технологии в целях производства электроэнергии и тепла для бытовых и промышленных нужд, включая производство водорода.

## Особенности конструкции
ГТ-МГР представляет собой графито-газовый реактор, собранный в двух модулях: блока высокотемпературного реактора и блока преобразования энергии (БПЭ). В первом содержится активная зона и система управления и защиты реактора (СУЗ), а в состав второго входят: газовая турбина с генератором, лопастной компрессор, рекуператор, холодильники. Преобразование энергии — замкнутый одноконтурный цикл Брайтона, термодинамические процессы аналогичны таковым в газотурбинных двигателях.
ТВЭЛы представляют собой микросферы из оксида плутония, оксида или нитрида урана диаметром 0,2-0,5 мм в многослойной оболочке из пиролитического углерода и карбида кремния. В соответствии с проектными расчётами, такой микроТВЭЛ способен эффективно удерживать осколки деления как при нормальных условиях эксплуатации (1250°С), так и при аварийных режимах (1600°С).
Оба модуля реакторной установки располагаются в вертикальных железобетонных шахтах, находящихся ниже уровня земли.

### Основные технические характеристики
| Мощность установки: - тепловая, МВт - электрическая, МВт                                                                     | 600 285           |
| Теплоноситель | гелий             |
| Циркуляция теплоносителя 1 контура                                                                                           | принудительная    |
| Тип компоновки | интегральная      |
| Диапазон изменения мощности                                                                                                  | 15 — 100 %        |
| |                   |
| Параметры вырабатываемой электроэнергии - напряжение на клеммах генератора, кВ - частота тока, Гц                            | 20 50             |
| Параметры теплоносителя 1 контура - давление, МПа - температура на входе в реактор, С - температура на выходе из реактора, С | 7,24 490 850      |
| Расход электроэнергии на собственные нужды, МВт                                                                              | 7,5               |
| Срок службы, лет | 60                |
| Сейсмостойкость оборудования                                                                                                 | 8 баллов (MSK 64) |

### Достоинства
- Высокий КПД;
- Упрощение конструкции АЭС благодаря модульному устройству реактора;
- Использование топлива в виде микрочастиц с многослойным керамическим покрытием позволяет эффективно удерживать продукты деления при высоких степенях выгорания (до 640 МВт·сут/кг) и температурах (до 1600 °C);
- Применение кольцевой активной зоны с низкой энергонапряжённостью позволяет осуществлять отвод остаточного тепла от реактора методами естественной циркуляции воздуха;
- Многократное резервирование систем управления и защиты;
- Использование гелия в качестве теплоносителя, вещества химически инертного и не оказывающего влияние на баланс нейтронов;
- Проектом также предусматривается возможность утилизации оружейного плутония. Одна установка ГТ-МГР, состоящая из четырёх реакторов, за время эксплуатации способна переработать 34 тонны этого вещества. В соответствии с проектной документацией, такое облучённое топливо может захораниваться без дополнительной переработки.

### Недостатки
- Невысокая мощность. Для замены одного блока ВВЭР-1000 требуется четыре блока ГТ-МГР. Данный недостаток вызван, с одной стороны, применением газового теплоносителя, обладающего небольшой теплоёмкостью по сравнению с водой или натрием, и, с другой стороны, низкой энергонапряжённостью активной зоны как результата выполнения повышенных требований к безопасности реактора. Эта особенность ставит под сомнение доводы об упрощении конструкции АЭС с ГТ-МГР;
- Образование в графитовом замедлителе большого количества долгоживущего β-активного углерода 14C, приемлемых способов утилизации которого не существует, а запасы, накопленные при эксплуатации реакторов РБМК, уже достаточно велики. При попадании в окружающую среду 14C имеет тенденцию накапливаться в живых организмах;
- Отсутствие приемлемой схемы переработки и захоронения отработанного топлива. Переработка веществ, содержащих кремний, очень сложна для химической технологии. Таким образом, топливо, единожды попав в реактор, будет навсегда выведено из ядерно-топливного цикла.
- В настоящее время нет отработанной промышленной технологии производства ТВЭЛов из плутония, что связано с его крайне сложной химией. Налаживание такого производства требует капиталовложений, сравнимых или даже превышающих вложения в переработку урана за всю историю атомной промышленности. Поэтому заявление об использовании ГТ-МГР для утилизации оружейного плутония выглядит достаточно сомнительным. При этом следует также учитывать, что в мире накоплено всего около 400 т плутония, то есть его может хватить на жизненный цикл всего 10 энергоблоков (по 4 реактора).
- Использование гелия в качестве теплоносителя, так как в случае аварии, связанной с разгерметизацией реактора, весь теплоноситель неизбежно будет замещен более тяжелым воздухом.

## Основные этапы
- 1995—1997 гг. — концептуальный проект.
- 2000—2002 гг. — эскизный проект.
- 2003—2005 гг. — технический проект.
- 2005—2008 гг. — ввод в эксплуатацию топливного производства для прототипного модуля.
- 2009—2010 гг. — ввод в эксплуатацию прототипного модуля ГТ-МГР.
- 2007—2011 гг. — ввод в эксплуатацию топливного производства для 4-х модульного энергоблока АС ГТ-МГР.
- 2012—2015 гг. — ввод в эксплуатацию 4-х модульного энергоблока АС ГТ-МГ

В настоящий момент идут более детальные разработки проекта.

## Перспективы проекта
Из-за перечисленных недостатков его промышленная реализация представляется сомнительной и более того, утопической.